# Sijabut Teratai
Sijabut Teratai is een bestuurslaag in het regentschap Asahan van de provincie Noord-Sumatra, Indonesië. Sijabut Teratai telt 2254 inwoners (volkstelling 2010).